# Luke Moore
Pour les articles homonymes, voir Moore.
Luke Isaac Moore est un footballeur anglais né le 13 février 1986, à Birmingham dans les Midlands de l'Ouest. Il évolue au poste d'avant-centre.

## Carrière en club
Après avoir connu les équipes de jeunes du club d'Aston Villa, Luke Moore y signa son premier contrat professionnel, pour la saison 2003-2004, restant ainsi fidèle au club le plus huppé de sa ville natale, Birmingham. Il connut rapidement un prêt pour s'aguerrir et gagner du temps de jeu auprès du club des Wycombe Wanderers, qui jouait alors en Football League One (la 3e division en Angleterre, mais qui s'appelait alors la Division Two). Luke y joua son premier match le 13 décembre 2003 dans un match nul 1-1 contre Notts County. Il inscrivit son premier but pour les Wycombe Wanderers lors du match suivant, le 20 décembre, lors d'une victoire 2-0 contre Bournemouth.
Lors de son retour quelque temps après à Aston Villa, Luke n'attendit que très peu pour faire ses débuts avec l'équipe première du club, entrant en cours de jeu lors du derby contre Birmingham City.
Son premier but pour les Villans a été inscrit le 5 mars 2005, lors d'une victoire 2-0 contre Middlesbrough. 
Handicapé par une fragilité depuis l'enfance à son épaule droite, Luke connut une sérieuse blessure à celle-ci lors d'un match contre Chelsea. Il s'ensuivit une longue période d'indisponibilité qui put prendre fin à la suite d'une opération aux États-Unis. 
Il signe en août 2013 pour le club turc Elazığspor alors qu'il était libre de tout contrat. Il est de nouveau libre en janvier 2014, c'est alors qu'il se joint au Chivas USA en février pour la saison 2014 de la MLS.
Le 8 mai 2014, il est transféré au Toronto FC dans le cadre d'un échange entre trois équipes de MLS.

## Palmarès
Swansea City
- Playoffs de Championship
  - Vainqueur 2011

Aston Villa
- Vainqueur de la FA Youth Cup 2002 avec les juniors d'Aston Villa
- Finaliste de la FA Youth Cup 2003 avec les juniors d'Aston Villa

## Vie personnelle
Luke a un grand frère, Stefan Moore, avec lequel il a beaucoup de points communs. Celui-ci, en effet, est aussi footballeur professionnel, il joue au même poste d'avant-centre et il a également porté les couleurs d'Aston Villa. Luke et son frère ont d'ailleurs fait partie en même temps de l'effectif professionnel du club de Birmingham avant que ce dernier ne soit transféré aux Queens Park Rangers. Il est d'ailleurs à noter que Stefan Moore a aidé bien involontairement la carrière de son jeune frère à décoller car, alors qu'il faisait régulièrement partie de l'équipe alignée par Aston Villa lors de la saison 2003-2004, il se blessa, libérant ainsi pour son frère une place dans l'effectif. C'est effectivement durant la blessure de Stefan que Luke connut ses premières sélections en équipe première.
Luke Moore est très apprécié des fans d'Aston Villa, d'autant plus qu'il est originaire de Birmingham. Un chant a été créé pour lui sur l'air d'Hey Jude des Beatles.